# Stefano Galvani
Stefano Galvani (* 3. Juni 1977 in Padua) ist ein ehemaliger italienischer Tennisspieler, der auch für San Marino antrat. Er war vor allem auf Sand erfolgreich.

## Karriere
Galvani war nicht auf der ITF Junior Tour aktiv. 1998 spielte er erste Profiturniere und konnte in diesem Jahr seinen ersten Titel auf der ITF Future Tour gewinnen sowie in der Weltrangliste in die Top 550 einziehen. Im Folgejahr schaffte er durch gute Ergebnisse in die Top 250 einzuziehen, wodurch er regelmäßig an der höherdotierten ATP Challenger Tour teilnehmen konnte. Im Doppel erreichte er dort mehrere Halbfinals und stand ebenfalls unter den besten 250. Im September 2000 zog er das erste Mal in ein Challenger-Finale ein, wo er seinem Landsmann Stefano Tarallo unterlag.
2001 schaffte er einen kleinen Durchbruch. Bei vier Challengers stand er im Finale, zweimal gewann er den Titel. Darüber qualifizierte er sich in Roland Garros erstmals für ein Hauptfeld eines Grand-Slam-Turniers. Hier verlor er gegen Roger Federer. Im Doppel hatte er bis dahin ebenfalls schon fünf Challengers gewonnen und seine beste Platzierung von Rang 148 erreicht. Durch sein verbessertes Ranking – er war zwischenzeitlich in die Top 150 eingezogen – spielte er die meiste Zeit von 2002 auf der ATP World Tour oder in der Qualifikation dieser Turniere. Bei zwei Grand-Slam-Turnieren schaffte er den Sprung ins Hauptfeld. Zudem spielte er sich in Sopot und Barcelona ins Viertelfinale, nachdem er zuvor die Nummer 4 der Welt Jewgeni Kafelnikow besiegt hatte. Das Jahr blieb das einzige Jahr, in dem der Italiener für die italienische Davis-Cup-Mannschaft spielte. In zwei Begegnungen lautete seine Bilanz 1:2. 2003 spielte Galvani weiter auf gutem Niveau die meiste Zeit auf der Challenger Tour. Er schaffte es bis auf Platz 104 der Rangliste. Bei den French Open gelang ihm sein erster Grand-Slam-Sieg gegen Julien Boutter in fünf Sätzen.
Nach längerer Pause stieg der Italiener 2005 wieder ins Turniergeschehen ein, wo er zunächst wieder bei Futures anfangen musste. Er gewann fünf Future-Titel, sodass er Ende des Jahres wieder in den Top 200 stand. 2006 nahm er häufiger an Challengern und World-Tour-Events teil. In diesem Jahr schaffte er es das einzige Mal bei zwei Grand Slams, in Paris und Wimbledon die zweite Runde zu erreichen. Anfang 2007 erreichte Galvani nach seinem 4. Challenger-Sieg in Rabat mit Rang 99 sein Karrierehoch im Einzel. Im September gewann er seinen 5. und letzten Challenger-Titel.
Von 2008 bis 2010 spielte Galvani meist auf der Challenger Tour und teilweise auf der Future Tour, da seine Platzierung außerhalb der Top 200 nicht mehr für die World Tour ausreichte. Nach zwei guten Ergebnissen 2011 schaffte er es nochmal bis auf Platz 169, ehe er 2012 bei den San Marino Open seine Karriere beendete.
Er gewann in seiner Karriere jeweils 14 Challenger- sowie Futuretitel. Für San Marino trat er außerdem von 2007 bis 2013 bei vier Spielen der kleinen Staaten von Europa an, gewann dabei einmal Gold, dreimal Silber und dreimal Bronze.

## Erfolge
| Legende (Anzahl der Siege)  |
| Grand Slam                  |
| ATP World Tour Finals       |
| ATP World Tour Masters 1000 |
| ATP World Tour 500          |
| ATP World Tour 250          |
| ATP Challenger Tour (14)    |

### Einzel

#### Turniersiege
| Nr. | Datum              | Turnier | Belag | Finalgegner      | Ergebnis       |
| --- | ------------------ | ------- | ----- | ---------------- | -------------- |
| 1.  | 9. September 2001  | Brașov  | Sand  | Iván Navarro     | 6:4, 6:1       |
| 2.  | 22. September 2001 | Sevilla | Sand  | Todd Larkham     | 6:2, 6:4       |
| 3.  | 20. Oktober 2002   | Kairo   | Sand  | Albert Portas    | 2:6, 7:64, 6:1 |
| 4.  | 24. März 2007      | Rabat   | Sand  | Olivier Patience | 6:1, 6:1       |
| 5.  | 16. September 2007 | Todi    | Sand  | Adrian Ungur     | 7:5, 6:2       |

### Doppel

#### Turniersiege
| Nr. | Datum              | Turnier       | Belag | Partner                  | Finalgegner                                        | Ergebnis         |
| --- | ------------------ | ------------- | ----- | ------------------------ | -------------------------------------------------- | ---------------- |
| 1.  | 19. Mai 2000       | Samarqand     | Sand  | Andrei Stoljarow         | Daniel Melo Alexandre Simoni                       | kampflos         |
| 2.  | 14. Juli 2001      | Mantua        | Sand  | Salvador Navarro         | Óscar Hernández Dmitri Wlassow                     | 6:4, 6:1         |
| 3.  | 11. August 2001    | San Benedetto | Sand  | Leonardo Azzaro          | Stephen Huss Lee Pearson                           | 3:6, 7:67, 6:4   |
| 4.  | 15. September 2001 | Sofia         | Sand  | Igor Gaudi               | Óscar Hernández Dmitri Wlassow                     | 6:4, 6:1         |
| 5.  | 21. September 2001 | Sevilla       | Sand  | Vincenzo Santopadre      | Marc López Santiago Ventura                        | 6:4, 6:4         |
| 6.  | 7. Juni 2003       | Sassuolo (1)  | Sand  | Paul Baccanello          | Enzo Artoni Martín Vassallo Argüello               | 7:5, 2:6, 7:5    |
| 7.  | 14. Juni 2003      | Biella        | Sand  | Martín Vassallo Argüello | Jordan Kerr Tom Vanhoudt                           | 3:6, 7:64, 6:3   |
| 8.  | 11. April 2008     | Monza         | Sand  | Alberto Martín           | Denis Gremelmayr Simon Greul                       | 7:5, 2:6, [10:3] |
| 9.  | 7. Juni 2008       | Sassuolo (2)  | Sand  | Juan-Martín Aranguren    | Rubén Ramírez Hidalgo José Antonio Sánchez de Luna | 5:7, 6:2, [10:8] |